# Ryszard Jarosław Piotrowski
Ryszard Jarosław Piotrowski (ur. 21 stycznia 1955 we Wrocławiu) – polski dyrygent, dr hab. sztuk muzycznych, profesor nadzwyczajny Wydziału Edukacji Muzycznej Uniwersytetu Kazimierza Wielkiego w Bydgoszczy.

## Życiorys
W 1990 uzyskał tytuł magistra w Wyższej Szkole Pedagogicznej w Bydgoszczy, natomiast 19 października 2010 obronił pracę doktorską Zespół akordeonowy jako forma muzykowania w amatorskim ruchu muzycznym (interpretacja wartości artystycznych wybranych utworów), 17 grudnia 2012 habilitował się na podstawie oceny dorobku naukowego i pracy. Zatrudnił się w Państwowej Wyższej Szkole Zawodowej w Koninie, oraz w Konińskim Domu Kultury.
Objął funkcję profesora nadzwyczajnego na Wydziale Edukacji Muzycznej Uniwersytetu Kazimierza Wielkiego w Bydgoszczy.
W 2021 odznaczony Złotym Krzyżem Zasługi.